# Cervus nippon mantchuricus
Il sika della Manciuria (Cervus nippon mantchuricus Swinhoe, 1864) è una delle numerose sottospecie di sika. Vi sono circa 9.000 esemplari sparsi nelle foreste del Territorio del Litorale (Primorsky Krai), nella Siberia orientale.